# 卡尔加普尔
卡尔加普尔（Khargapur），是印度中央邦Tikamgarh县的一个城镇。总人口12412（2001年）。

## 人口
该地2001年总人口12412人，其中男性6623人，女性5789人；0—6岁人口2271人，其中男1214人，女1057人；识字率50.50%，其中男性为59.38%，女性为40.34%。